# Méson phi
En physique des particules, le méson phi est un méson formé d'un quark étrange et d'un quark anti-étrange. Il a une masse de 1019.4 MeV/c2.